# 酒桶宝螺
酒桶宝螺（学名：Cypraea talpa），是中腹足目宝螺科宝螺属的一种。主要分布于中国大陆、马来西亚、印度尼西亚、台湾，常栖息在浅海。